# Sanchidrián
Sanchidrián is een gemeente in de Spaanse provincie Ávila en in de regio Castilië en León. Sanchidrián heeft 748 inwoners (1 januari 2016). 

## Geografie
Sanchidrián heeft een oppervlakte van 27 km² en grenst aan de gemeenten Adanero, Blascosancho, Maello, Muñopedro,
Pajares de Adaja en Vega de Santa María.

## Burgemeester
De burgemeester van Sanchidrián is Juan Antonio Rivero Villaverde.

## Demografische ontwikkeling
Bron: INE, 1857-2011: volkstellingen

## Galerij

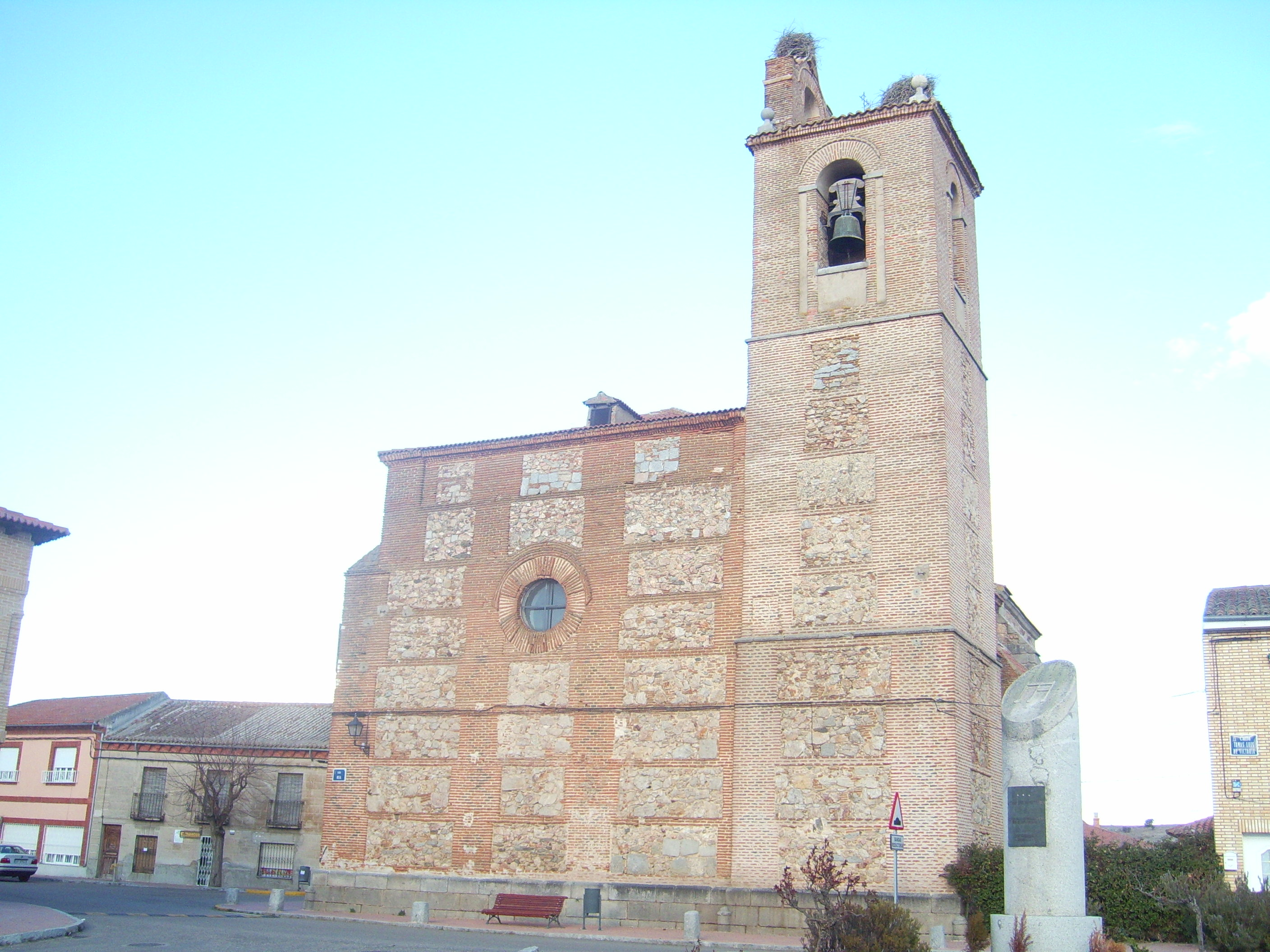
Kerk van Sanchidrián
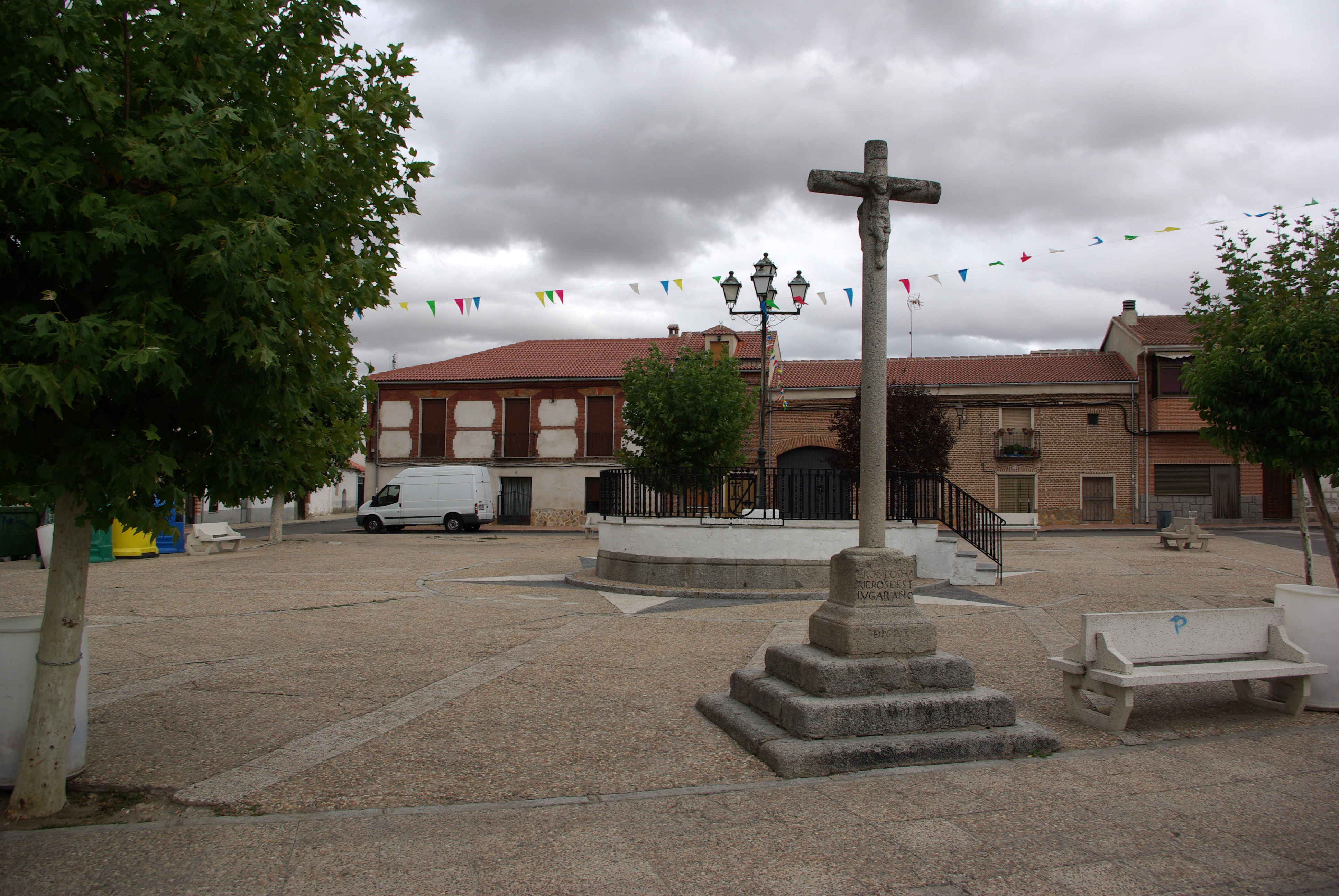
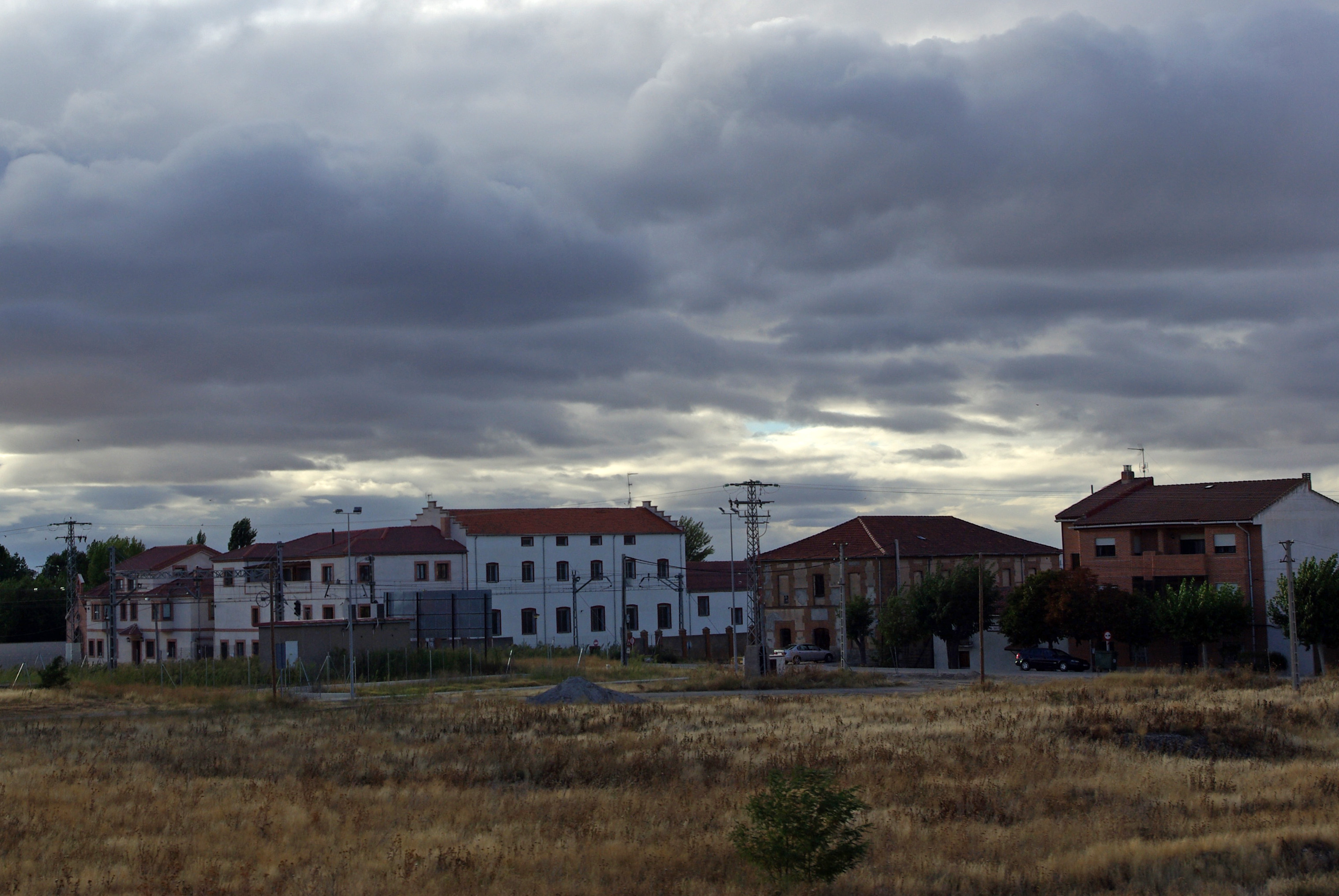